# Daiki Sugioka
Daiki Sugioka (杉岡 大暉 Sugioka Daiki?, Adachi, Tokio, 8 de septiembre de 1998) es un futbolista japonés que juega como defensa en el Kashiwa Reysol de la J1 League.

## Trayectoria

### Clubes
| Club                          | País  | Año       |
| ----------------------------- | ----- | --------- |
| Shonan Bellmare               | Japón | 2017-2019 |
| Kashima Antlers               | Japón | 2020-2022 |
| Shonan Bellmare (cedido)      | Japón | 2021-2022 |
| Shonan Bellmare               | Japón | 2023-2024 |
| F. C. Machida Zelvia (cedido) | Japón | 2024      |
| Kashiwa Reysol                | Japón | 2025-     |

## Palmarés

### Títulos nacionales
| Título         | Club            | País  | Año  |
| -------------- | --------------- | ----- | ---- |
| J2 League      | Shonan Bellmare | Japón | 2017 |
| Copa J. League | Shonan Bellmare | Japón | 2018 |

### Títulos internacionales
| Título                                | Club (*)           | País  | Año  |
| ------------------------------------- | ------------------ | ----- | ---- |
| Campeonato de Fútbol de Asia Oriental | Selección de Japón | Japón | 2022 |

(*) Incluyendo la selección.